# Galanthus koenenianus
Galanthus koenenianus är en amaryllisväxtart som beskrevs av Lobin, C.D.Brickell och Aaron Paul Davis. Galanthus koenenianus ingår i släktet snödroppar, och familjen amaryllisväxter. Inga underarter finns listade i Catalogue of Life.